# U.S. Route 24
U.S. Route 24 (ou U.S. Highway 24) é uma autoestrada dos Estados Unidos.
Faz a ligação do Oeste para o Este. A U.S. Route 24 foi construída em 1926 e tem 1 540 milhas (2 478,3 km).

## Principais ligações
Autoestrada 25 em Colorado Springs

 Autoestrada 35 em Kansas City

 Autoestrada 74 em Peoria

 Autoestrada 69 em Fort Wayne

 Autoestrada 94 perto de Detroit